# Матилда Швабска
Матилда Швабска (Mathilde, * 988; † 29 юли 1032) е херцогиня на Каринтия и Горна Лотарингия. Тя е от рода на Конрадините и е потомък осмо или девето поколение на Каролингите. Играе политическа роля като противничка на император Конрад II („Конрад Стари“) от франкската Салическа династия, понеже нейният син Конрад II от Каринтия („Конрад Млади“) губи при кралските избори през 1024 г. Тя е известна също и заради нейното писмо до полския крал Мешко II („Epistola Mathildis Suevae ad Misegonem II. Poloniae Regem“), съдържащо неин портрет.

## Биография
Дъщеря е на Херман II († 4 май 1003), херцог на Швабия от рода на Конрадините, и на Герберга Бургундска († 1019), дъщеря на бургундския крал Конрад III от Велфите и неговата втора съпруга Матилда Френска, дъщеря на крал Луи IV от Франция. Сестра е на императрица Гизела и Херман III († 1 април 1012) 1003, херцог на Швабия.
Матилда се омъжва първо за Конрад I, херцог на Каринтия († 12 или 15 декември 1011) (Салии) и има с него три деца: херцог Конрад II от Каринтия (наричан Млади), епископ Бруно от Вюрцбург и една дъщеря, която се омъжва за граф Герхард от Метц.
След смъртта на Конрад I тя се омъжва за Фридрих II († 1027), херцог на Горна Лотарингия (Вигерихиди). С него тя има дъщеря Беатрис (* 1017, † 18 април 1076), която се омъжва първо за маркграф Бонифаций от Туция и след това за херцог Готфрид III Брадатия от Долна Лотарингия. Втората ѝ дъщеря София (* 1018; † 21 юни 1093) се омъжва за граф Лудвиг от Мусон († 1073/1076).
Дали тя се омъжва трети път за Езико граф на Баленщет († 1059/1060) и става с него родоначалник на фамилията Аскани се дискутира. С него тя има децата: Ото, Адалберт II и Аделхайд ∞ Тимо, едлер фон Шраплау.